# Беин, Казимеж
Кази́меж Бе́ин (пол. Kazimierz Bein) — польский офтальмолог, выдающийся эсперантист, признанный эсперантоведческой литературной традицией лучшим эсперанто-стилистом периода развития эсперанто до Первой мировой войны; широко известен под псевдонимом Kabe. Его переводы на эсперанто сыграли значительную роль в развитии и обогащении языка, а его неожиданный уход из эсперанто-сообщества вызвал к жизни уникальный эсперанто-неологизм kabei — «поступать как Kabe, неожиданно прекратить заниматься эсперанто».

## Биография
Казимеж Беин родился в 1872 году. В юности он принимал активное участие в общественно-политических движениях, выступавших за независимость Польши от России, за что несколько лет провёл в ссылке.
В 1899 году он окончил медицинский факультет Казанского университета. Работал офтальмологом, являлся автором многочисленных научных статей по офтальмологии; явился инициатором создания Польского общества офтальмологов, некоторое время являлся директором Варшавского офтальмологического института.
В течение около 10 лет (в первое десятилетие XX века) принимал активное участие в жизни эсперанто-сообщества, которое неожиданно покинул в 1911 году. Скончался в Лодзи 15 июня 1959 года.

## Эсперанто-деятельность
С эсперанто он впервые познакомился уже в 1887 году, однако серьёзно стал им заниматься только через 16 лет. Слава пришла к нему после публикации перевода романа Вацлава Серошевского «Дно нужды» (пол. Dno nędzy) (1904). С этого года его переводы с польского, русского и немецкого языков публикуются в печати регулярно. Уже в 1906 году Беин стал вице-председателем Академии эсперанто. Оригинальным творчеством на эсперанто Беин практически не занимался.
Благодаря своему удивительно простому и ясному стилю он снискал себе славу «первого эсперанто-стилиста». К наиболее важным достижениям Беина как стилиста можно отнести то, что в своих переводах он избегал использования сложных глагольных форм (которыми злоупотребляли первые переводчики и авторы на эсперанто) и, тем не менее, удачно переводил тонкости оригинала. Он также внёс значительный вклад в стабилизацию лексического состава эсперанто публикацией первого толкового эсперанто-словаря (эсп. Vortaro de Esperanto), в котором различные слова толковались исключительно на эсперанто и приводились примеры их употребления. Несмотря на то, что в настоящее время этот словарь является в определённой степени устаревшим, в то время его значение было весьма большим; он сохраняет своё значение и в наши дни в качестве источника для изучения развития эсперанто.
В 1911 году Казимеж Беин, находясь в зените славы, неожиданно оставил эсперанто-движение без каких-либо пояснений. В интервью, опубликованном в 1931 в журнале Literatura foiro (интервью подписано псевдонимом E. J. F., очевидно, его авторами были братья Эдмунд и Ян Фетке), Беин называет среди своих мотивов разочарование в носителях эсперанто (которые, по Беину, в основной своей массе не владеют эсперанто в должной степени), а также тот факт, что «эсперанто не развивается». Неожиданный поступок «первого эсперанто-стилиста» привёл к появлению известного и одного из наиболее специфических эсперантских неологизмов kabei (употребляется также ненормативная форма kabeiĝi) — кабеировать, будучи активным эсперантистом, неожиданно оставить эсперанто-движение. Это слово и сам факт ухода Беина из эсперанто-движения нередко обыгрываются в разного рода шутках и каламбурах на эсперанто, например: Ne sufiĉas kabei por iĝi Kabe (Недостаточно кабеировать, чтобы стать Кабе).

## Основные произведения
В нижеприведённом списке указан только год первого издания; практически все упомянутые произведения неоднократно переиздавались.
- Fundo de l’ mizero (1904, «Дно нужды», перевод романа Вацлава Серошевского)
- La interrompita kanto (1905, перевод произведения «Прерванная песня» Э. Ожешко)
- Elektitaj fabeloj de fratoj Grimm (1906, перевод избранных сказок братьев Гримм)
- Pola antologio (1906, «Польская антология», собрание переводов с польского языка, Беин выступил как редактор антологии и как переводчик отдельных произведений)
- La Faraono (1907, перевод романа «Фараон» Болеслава Пруса)
- Versaĵoj en prozo (1907, перевод Стихотворений в прозе И. Тургенева)
- Patroj kaj filoj (1907, перевод романа «Отцы и дети» И. Тургенева)
- Unua legolibro («Первая книга для чтения», 1907, подборка небольших рассказов, забавных историй и дидактических материалов об эсперанто; в книгу вошли немногочисленные оригинальные произведения К. Беина)
- Internacia Krestomatio («Международная хрестоматия», 1907, переводы небольших рассказов и фрагментов из крупных произведений разных авторов)
- Vortaro de Esperanto («Словарь эсперанто», 1910, первый толковый эсперантский словарь, сыграл значительную роль в стабилизации и дальнейшем развитии эсперанто; явился непосредственным предшественником последующих нормативных словарей PV и PIV).

## Известные цитаты Беина и о нём
Чтобы обладать хорошим стилем, обязательно нужно знать минимум три языка, не родственных друг другу. Почему, к примеру, у нас [эсперантистов] так много хороших стилистов среди славян? Потому что они все знают минимум по два языка!
Оригинальный текст (эсп.)Por havi bonan stilon, nepre estas necese koni minimume tri diversajn lingvojn, al si malparencajn. Kial ekzemple ni [esperantistoj] havis inter la slavoj tiom da bonaj stilistoj? Ĉar ili ĉiuj scias minimume du lingvojn!
— Интервью К. Беина в 1931 году

Я верю, что язык [эсперанто] извлечёт больше пользы из переводов, чем из свободного оригинального творчества. Писатель, пишущий на эсперанто, всегда сможет «вывернуться», он просто не будет использовать сложные выражения или просто опустит их, дав другие…
Оригинальный текст (эсп.)Mi kredas ke la lingvo [Esperanto] profitas pli multe per tradukado ol per libera originala verkado. La originala verkisto ĉiam iel povos "eltiri" sin, li simple ne uzos malfacilajn esprimojn aŭ simple ellasos aŭ aliajn donos…
— Интервью К. Беина в 1931 году

О, Кабе, Кабе, Кабе, Кабе!

Когда мы были мальчиками-учениками, мы учились у тебя

Готовить в реторте стиля!

А сейчас ты с удивлением косишься

На современное эсперантское слово!
Оригинальный текст (эсп.)Ho, Kabe, Kabe, Kabe, Kabe!

Ni lernis de vi lernantknabe

Kuiri en la stilretorto!

Kaj nun vi miros gape, strabe

Pri nuna Esperanta vorto!
— К. Калочаи, «Rimportretoj» («Портреты в рифмах», 1931)

### О К. Беине на русском языке
- К. Беин

### Переводы, речи, интервью К. Беина
- «Фараон», часть 1
- «Фараон», часть 2
- «Фараон», часть 3
- Fratoj Grimm Elektitaj Fabeloj (эсп.). Steloj.de. — избранные сказки братьев Гримм.
- Перевод рассказа Б. Пруса «Любит — не любит?»
- «Отцы и дети»
- Kabe. Parolado de D.ro Bein (Kabe) pri internacia esperantista ligo (эсп.). Boulogne2005. — речь К. Беина на первом Всемирном конгрессе эсперанто в 1905 году.
- Интервью с К. Беином, журнал Literatura Mondo, 1931, номер 7, стр. 144—145
- Электронная библиография произведений К. Беина в коллекции Австрийской национальной библиотеки, посвящённой эсперанто и другим плановым языкам (сайт на немецком языке)

### О К. Беине на эсперанто
- Baldur Ragnarsson. La unua kabeinto verkis la unuan vortaron (эсп.). libera folio (10 августа 2005).
- Рифмованный портрет Kabe, сочинённый К. Калочаи